# モンキエーロ
モンキエーロ（伊: Monchiero）は、イタリア共和国ピエモンテ州クーネオ県にある、人口約600人の基礎自治体（コムーネ）。

## 地理

### 位置・広がり

#### 隣接コムーネ
隣接するコムーネは以下の通り。
- ドリアーニ
- レークイオ・ターナロ
- モンフォルテ・ダルバ
- ノヴェッロ

#### 地震分類
イタリアの地震リスク階級 (it) では、4 に分類される
。